# Classic Sud Ardèche 2021
De 21e editie van de wielerwedstrijd Classic Sud Ardèche werd gehouden op 27 februari 2021. De renners reden 171,3 kilometer in en rond Guilherand-Granges. De wedstrijd maakte deel uit van de UCI Europe Tour 2021, in de categorie 1.Pro. In 2020 won de Fransman Rémi Cavagna. Deze editie werd gewonnen door de Fransman David Gaudu.

## Deelnemende ploegen
| WorldTour                          | ProContinentaal            | Continentaal                    |
| ---------------------------------- | -------------------------- | ------------------------------- |
| AG2R Citroën Team                  | Alpecin-Fenix              | Saint Michel-Auber 93           |
| Astana-Premier Tech                | Arkéa-Samsic               | Swiss Racing Academy            |
| Cofidis, Solutions Crédits         | B&B Hotels p/b KTM         | Xelliss-Roubaix Lille Métropole |
| Deceuninck–Quick-Step              | Bingoal-Wallonie Bruxelles |                                 |
| EF Education-Nippo                 | Caja Rural-Seguros RGA     |                                 |
| Groupama-FDJ                       | DELKO                      |                                 |
| Intermarché-Wanty-Gobert Matériaux | Team Total Direct Energie  |                                 |
| Israel Start-Up Nation             |                            |                                 |
| Team Qhubeka-ASSOS                 |                            |                                 |
| Trek-Segafredo                     |                            |                                 |
| UAE Team Emirates                  |                            |                                 |

## Uitslag
| Faun-Ardèche Classic |                        |                                    |          |
| Plaats               | Naam                   | Ploeg                              | Tijd     |
| Winnaar              | David Gaudu            | Groupama-FDJ                       | 4u32'37" |
| 2                    | Clément Champoussin    | AG2R-Citroën                       | z.t.     |
| 3                    | Hugh Carthy            | EF Education-Nippo                 | + 11"    |
| 4                    | Mikkel Frølich Honoré  | Deceuninck–Quick-Step              | + 28"    |
| 5                    | Dorian Godon           | AG2R-Citroën                       | + 40"    |
| 6                    | Aleksandr Vlasov       | Astana-Premier Tech                | z.t.     |
| 7                    | Aurélien Paret-Peintre | AG2R-Citroën                       | + 42"    |
| 8                    | Thibaut Pinot          | Groupama-FDJ                       | z.t.     |
| 9                    | Jonathan Hivert        | B&B Hotels p/b KTM                 | + 46"    |
| 10                   | Quinn Simmons          | Trek-Segafredo                     | z.t.     |
|                      |                        |                                    |          |
| 13                   | Laurens Huys           | Bingoal-Wallonie Bruxelles         | + 46"    |
| 36                   | Maurits Lammertink     | Intermarché-Wanty-Gobert Matériaux | + 2'32"  |

2001 · 
2002 · 
2003 · 
2004 · 
2005 · 
2006 · 
2007 · 
2008 · 
2009 · 
2010 · 
2011 · 
2012 · 
2013 · 
2014 · 
2015 · 
2016 · 
2017 · 
2018 · 
2019 · 
2020 ·
2021 ·
2022 · 
2023 · 2024 · 2025